# Corpse Killer
Corpse Killer est un jeu vidéo de tir au pistolet en full motion video développé et édité par Digital Pictures en 1994 sur Mac OS, Windows, 32X, 3DO, Mega-CD et Saturn.

## Critique
- Joypad : 75 %[1]